# Pietra bigia
Pour les articles homonymes, voir Pietra.
La pietra bigia est un terme italien pour désigner une pierre de roche calcaire de couleur marron, similaire chimiquement à la pietra serena, qui provient principalement des carrières de Fiesole en Toscane.

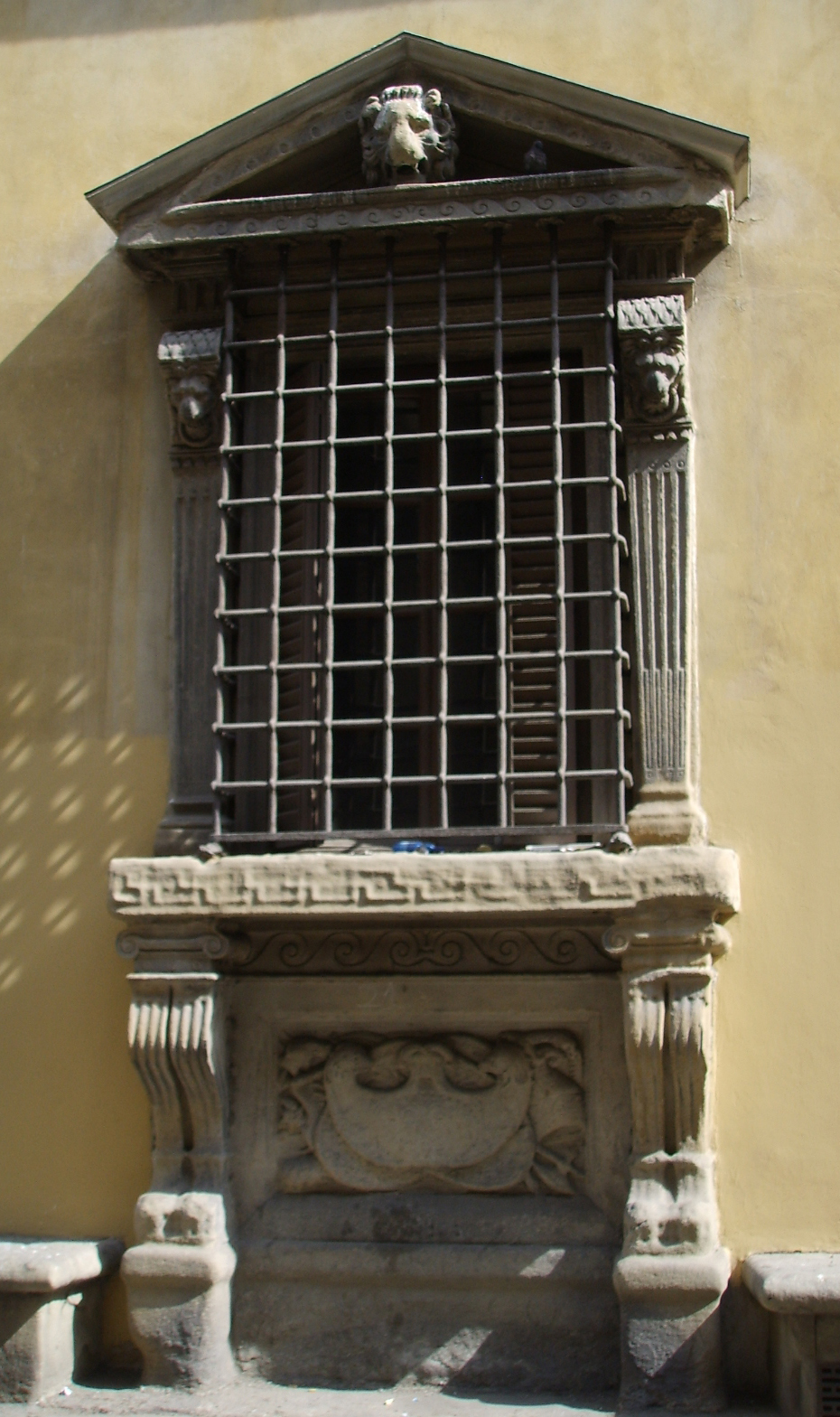
Finestra inginocchiata au Palazzo di Sforza Almeni ; l’appui présente le typique aspect sablonneux de la pietra bigia.

## Description
Elle fait partie des trois pierres canoniques utilisées dans l'architecture florentine, avec la pietra forte et la pietra serena. Et même si elle n'atteint pas la diffusion des deux autres, elle est bien présente dans l'aire toscane. Déjà utilisée durant la période étrusco-romaine, elle trouve son usage maximum à la Renaissance, en particulier dans la réalisation de colonnes et d'éléments décoratifs architectoniques de divers palais florentins. Ressemblant à la pietra forte et d'un coût inférieur, elle est plus facile à travailler que la pietra serena.
Aujourd'hui, la pierre souffre de dégradations causées par la pollution atmosphérique, en particulier de décohésion dans sa structure qui se manifeste par un aspect poudreux en surface. Cependant, son exfoliation est rare.
Agostino del Riccio, en 1597, la recommande pour la conception des  finestre inginocchiate.